# Matthew Grow
Matthew J. Grow (né en 1977) est un historien américain spécialisé dans l'histoire mormone. Il est l'auteur d'une biographie de Thomas Leiper Kane, Liberty to the Downtrodden (2009) et a co-écrit une biographie de Parley P. Pratt (en) (2011) avec Terryl Givens. 

## Biographie
Grow est titulaire d'un baccalauréat de l'université Brigham-Young et d'un doctorat de l'Université de Notre-Dame. Au cours de ses études supérieures, Grow suit un séminaire d'été sur l'histoire des saints des derniers jours dirigé par Richard Bushman (en).
Il dirige le Centre d'études communales de l'université du Sud de l'Indiana. En 2012, Grow devient directeur des publications du département d'histoire de l'Église de l'Église de Jésus-Christ des saints des derniers jours (Église LDS) et fait partie des universitaires préparant la publication des articles de Joseph Smith
En 2016, la Church Historian's Press publie le livre The First Fifty Years of Relief Society: Key Documents in Latter-day Saint Women's History (en), édité par Grow, Jill Mulvay Derr, Carol Cornwall Madsen et Kate Holbrook. Il édite également le livre The Council of Fifty, Minutes, March 1844–January 1846, pour l'édition de Deseret Book de l'historien de l'Église, 2016.
En 2018, l'Église LDS publie le volume 1 d'une nouvelle histoire de l'Église, intitulée Saints avec le premier volume intitulé The Standard of Truth . Grow figure au premier rang parmi quatre rédacteurs généraux du volume. En 2020, avec la sortie de Saints Vol 2, No Unhallowed Hand Grow figure à nouveau au premier rang parmi les quatre rédacteurs généraux.
Grow est également l'historien de la Jared Pratt Family Association.